# Omar Osman Rabeh
 (juin 2019).
Si vous disposez d'ouvrages ou d'articles de référence ou si vous connaissez des sites web de qualité traitant du thème abordé ici, merci de compléter l'article en donnant les références utiles à sa vérifiabilité et en les liant à la section « Notes et références ».
Omar Osman Rabeh est un homme politique du territoire français des Afars et des Issas puis de la république de Djibouti, né en 1946 (ou 1942) à Djibouti, en Somalie[pas clair] et mort au Caire, en Égypte le 17 avril 2013.

## Biographie[2]
Infirmier et militant nationaliste somali, il rejoint le Parti du mouvement populaire (PMP) en 1960. Accusé d'avoir participé à un attentat contre Ali Aref Bourhan le 6 mai 1968, il est condamné à mort le 27 mai 1968, mais sa peine est commuée en prison à perpétuité le 27 novembre 1968. Il est transféré en décembre à la centrale de Muret dans la Haute-Garonne.
Il est échangé contre l'ambassadeur de France en Somalie, Jean Gueury, enlevé par un commando du Front de libération de la côte des Somalis (FLCS) en 1975. Il devient alors secrétaire aux relations extérieures du FLCS. Il est arrêté par les autorités somaliennes à la veille de l'indépendance de Djibouti.
Une fois libéré, il soutient une thèse de doctorat de 3e cycle à l'université de Toulouse 2 en 1979, Examen de conscience et autocritique philosophiques, sous la direction de Jean-Marc Gabaude. Il s'installe à Djibouti, et devient directeur de l'École normale en 1980. Il participe à la formation du Parti populaire djiboutien (PPD) en 1981, puis repart en Somalie en 1982. Il vit ensuite en France et au Canada. Il publie son autobiographie, Le Cercle et la spirale, en 1984, année où il est déchu de la nationalité djiboutienne.
Il revient à Djibouti dans les années 2000, où il devient conseiller du président, puis responsable de l'institut de géopolitique au Centre d'études et de recherche de Djibouti (CERD).
Sa femme raconte, dans une série de vidéos publiées sur YouTube le 24 octobre 2019, la manière dont  Ismail Omar Guelleh l’a traité dans les derniers instants de sa vie. Elle explique que Rabeh avait demandé que la période de sept ans passée en prison en France soit prise en compte dans le calcul de sa pension de retraite. Sa demande reçut une fin de non-recevoir, avec cette réponse explicite : « Tu ne vas quand même pas me demander ça. »
Se sentant fatigué et malade, il a demandé à être évacué hors du pays. Bien qu'il occupât le poste de conseiller présidentiel et malgré l'envoi de plusieurs demandes d’audience avec accusé de réception, il n’a reçu aucune réponse. Finalement, il partit au Caire pour s’y faire soigner. Durant sa convalescence en Égypte, son salaire fut suspendu.
Après sa mort, des émissaires, envoyés sur ordre d’Ismail Omar Guelleh, se sont relayés pour faire pression sur sa femme afin d’organiser les funérailles à Djibouti, lui promettant des funérailles nationales. Ces émissaires comprenaient des représentants de l’ambassade de Somalie en Égypte, de l’ambassade de Djibouti, des personnalités somalies présentes en Égypte, et même des membres de la propre famille de sa femme.
Lors de l’arrivée de la dépouille à l’aéroport de Djibouti, des ordres d’Ismail Omar Guelleh furent donnés pour cacher le corps à la vue du public et éviter tout attroupement. Rabeh fut enterré dans le plus grand secret, en catimini, au cimetière de PK12. Aucun hommage ni aucune annonce officielle de son décès n'ont été faits par les autorités dans les médias.

### Décès
Rabeh meurt  le 17 avril 2013 des suites d’un cancer du pancréas.

### Publications
- Le Cercle et la spirale, Paris, Les Lettres libres, 1984, 174 p.
- République de Djibouti ou roue de secours d’… Éthiopie, Ivry, Ateliers Silex, 1985, 140 p.
- L’État et le pansomalisme, Paris, Le Derwish, 1988, 287 p.